# 斯列堅斯克林蔭路站
斯利堅斯克林蔭路站（羅馬化：Sretensky bulvar）是莫斯科地鐵柳布林諾－德米特羅夫線的一個車站。斯利堅斯克林蔭路站開通於2007年12月29日，其建設工程耗時超過25年。